# Monte-Carlo Masters 2018
Monte-Carlo Masters 2018 — тенісний турнір, що проходив на ґрунтових кортах у місті Рокбрюн-Кап-Мартен, Франція з 16 квітня. Належав до категорії ATP World Tour Masters 1000, був турніром серії Мастерс Монте-Карло 2018 року.

## Фінальна частина

### Одиночний розряд
Рафаель Надаль —  Нісікорі Кей 6–3, 6–2

### Парний розряд
Боб Браян /  Майк Браян —  Олівер Марах /  Мате Павич 7–6(7–5), 6–3